# باتريك سيغر
باتريك سيغر (بالألمانية: Patrick Seeger)‏ هو لاعب كرة قدم نمساوي في مركز الوسط، ولد في 25 أغسطس 1986 في فيلدكيرخ في النمسا. شارك مع منتخب النمسا تحت 21 سنة لكرة القدم. أما مع النوادي، فقد لعب مع أدميرا فاكر مودلينغ وريد بول سالزبورغ ونادي رايندورف آلتاخ.

## وصلات خارجية
- باتريك سيغر على موقع قاعدة بيانات كرة القدم.إي يو (الإنجليزية)
- باتريك سيغر على موقع Soccerway.com (الإنجليزية)
- باتريك سيغر على موقع عالم كرة القدم.نت (الإنجليزية)